# Каиргельдинов, Оразгельды Алигазинович
Каиргельдинов Оразгельды Алигазинович (каз. Оразгелді Алиғазыұлы Қайыргелдинов; род. 17 апреля 1957 года, с.Турсунбай, Железинский район, Павлодарская область, Казахская ССР) — казахстанский государственный деятель, аким Баянаульского района Павлодарской области (2016-2019), аким города Павлодара (2011-2014), аким города Аксу (2007-2011), аким Качирского района Павлодарской области (2003-2007).

## Биография
Родился 17 апреля 1957 года, казах по национальности; образование высшее. В 1982 году окончил Алма-Атинский институт народного хозяйства по специальности «экономист», в 1992 году Казахстанский институт менеджмента и экономического прогнозирования по специальности «теория социально-политических отношений».
После окончания института трудовую деятельность начал главным экономистом Совхоза «Советский Казахстан» Железинского района, затем работал секретарем парткома совхоза «Железинский». 
С 1991 по 1996 год – заместитель начальника районного сельхозуправления, главный бухгалтер совхоза, председатель государственного кооператива, заместитель акима, начальник агропромышленного комплекса Железинского района. 
С 1996 по 2003 – директор КСХП «Енбекши», затем директор ТОО «БАТ-RV».
С 1999 года по 2003 год являлся депутатом маслихата Павлодарской области.
С декабря 2003 года по ноябрь 2007 год, возглавлял Качирский район Павлодарской области. 
С 6 ноября 2007 года назначен акимом города Аксу Павлодарской области. 
8 октября 2011 года назначен на должность акима города Павлодара.
В связи с переходом на другую работу 12 апреля 2014 года подал заявление об отставке с занимаемой должности.
С июля 2015 года по руководил коммунальным государственным учреждением «Қоғамдық келісім» аппарата акима Павлодарской области.
В августе 2016 года назначен акимом Баянаульского района Павлодарской области.
В начале ноября 2020 года был задержан «по подозрению в совершении коррупционного уголовного правонарушения». В середине января 2021 года был осужден.
Женат, воспитывает троих детей.

## Награды
- Орден Парасат (2013)[11]
- Орден Курмет (2007)
- Медаль «Қазақстан Республикасының тәуелсіздігіне 10 жыл»
- Медаль «Қазақстан Республикасының Конституциясына 10 жыл»
- Медаль «Қазақстан Республикасының Парламентіне 10 жыл»
- Медаль «Қазақстан Республикасының тәуелсіздігіне 20 жыл»
- Юбилейная медаль «Павлодар облысына 75 жыл»
- Юбилейный нагрудный знак «50 лет городу Аксу» (2011)